# Sauveterre (Gard)
Sauveterre település Franciaországban, Gard megyében. Lakosainak száma 2013 fő (2022. január 1.). Sauveterre Pujaut, Roquemaure, Villeneuve-lès-Avignon és Sorgues községekkel határos.

## Népesség
A település népessége az elmúlt években az alábbi módon változott:
| Lakosok száma | 913  | 1159 | 1378 | 1793 | 1850 | 1969 | 2036 | 2061 | 2045 | 2013 |
|               | 1968 | 1982 | 1990 | 2006 | 2013 | 2015 | 2017 | 2019 | 2020 | 2022 |